# Rue Jacques-Destrée
La rue Jacques-Destrée est une voie du 13e arrondissement de Paris, en France.

## Situation et accès
La rue Jacques-Destrée est une voie publique située dans le 13e arrondissement de Paris. Elle débute rue Gabriel-Péri à Gentilly et se termine au carrefour de la rue de la Poterne-des-Peupliers, de la rue du Val-de-Marne et de l'avenue Gallieni dans la même ville.

## Origine du nom
La rue a été nommée en hommage à Marcel Renet dit « Jacques Destrée » (Paris, 1905-1979), résistant, puis sénateur français.

## Historique
Cette voie latérale au boulevard périphérique, en partie sur le territoire de Gentilly, est créée sous le nom provisoire de « voie AK/13 » et prend sa dénomination actuelle le 14 novembre 1997. 